# Giorgia Palmas
Giorgia Palmas (Cagliari, 5 marzo 1982) è una conduttrice televisiva, showgirl, attrice ed ex modella italiana.

## Biografia
Fotomodella per la Venus Dea Agency di Cagliari, nel novembre 2000 partecipa a Miss Mondo, a Londra, e si classifica seconda (unica italiana di sempre a salire sul podio della manifestazione); ottiene inoltre il titolo di Miss Queen Europe 2000. Esordisce in televisione nella primavera del 2001 partecipando al programma 125 milioni di caz..te, condotto da Adriano Celentano su Rai 1, e successivamente è nel cast di Buona Domenica, condotto su Canale 5 da Maurizio Costanzo, con il ruolo di "microfonina".
Nel 2002 arriva la grande popolarità: il 23 settembre dello stesso anno infatti Giorgia prende il posto di Elisabetta Canalis a Striscia la notizia, vincendo la prima edizione del programma Veline e divenendo, in coppia con la bionda Elena Barolo, la nuova velina mora di Striscia la notizia inizialmente fino al 7 giugno 2003; la coppia ebbe molto successo e fu confermata fino al 5 giugno 2004.

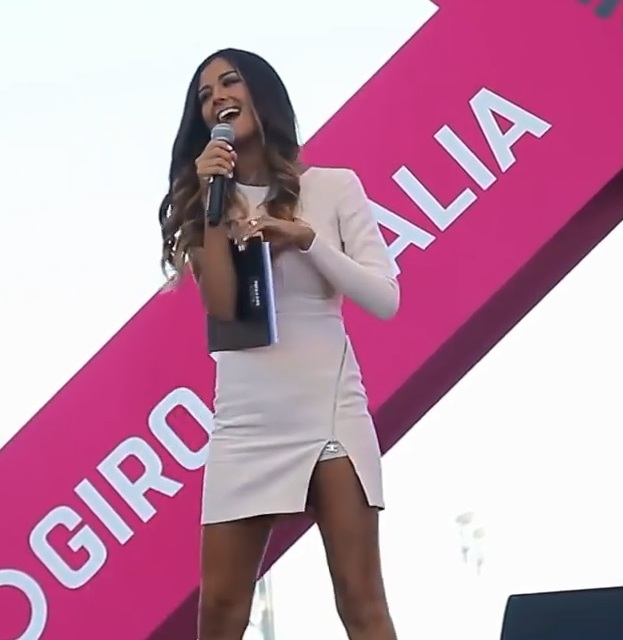
Giorgia Palmas al Giro d'Italia 2017

Nella stagione televisiva 2004-2005 è valletta, assieme a Francesca Chillemi, dello show I raccomandati, condotto da Carlo Conti su Rai 1: in questo varietà era valletta ma anche conduttrice e ballerina, una showgirl completa. Nel 2005 ha posato per il calendario sexy 2006 del mensile Max. Nella stagione televisiva 2005-2006 recita anche nella serie tv Carabinieri. Nel giugno 2005 ha condotto lo speciale estivo del programma musicale CD: Live, insieme ad Alvin, su Rai 2, e verrà scelta per affiancarlo anche nelle ultime due edizioni dello show, fino a giugno del 2007. Anche a CD: Live Giorgia si esibirà in diversi balletti con il corpo di ballo del MAS, l'accademia di danza Music Arts & Show di Milano.
Dal 3 al 13 luglio 2007 conduce TRL On Tour, da Bari, al fianco di Alessandro Cattelan, programma trasmesso in diretta da MTV Italia. Nel 2008 recita (incinta di sua figlia Sofia) da coprotagonista, nel ruolo della bella vicina di casa, nel sit show di improvvisazione teatrale Buona la prima!, con Ale e Franz, trasmesso da Italia 1.
Dopo alcuni anni di assenza dalla televisione per la maternità, nel 2011 ritorna partecipando come concorrente all'ottava edizione del reality show di Rai 2 L'isola dei famosi, dove arriva in finale e viene proclamata vincitrice con il 76% dei voti. Dopo l'Isola, in estate, le viene affidata la conduzione del varietà Paperissima Sprint, con Vittorio Brumotti e il Gabibbo. Nello stesso anno interpreta sé stessa nel cinepanettone Vacanze di Natale a Cortina con Christian De Sica e Sabrina Ferilli.
Il 23 dicembre 2012 conduce assieme a I Moderni lo speciale "on ice" della sesta edizione di X Factor, in onda su Sky Uno il 26 dicembre, dove Chiara Galiazzo e gli altri finalisti del famoso talent show si sono esibiti dal vivo, accompagnando le evoluzioni dei più grandi pattinatori su ghiaccio. Dal 17 giugno 2013 torna a condurre Paperissima Sprint per tutta l'estate, affiancata sempre da Brumotti e dal Gabibbo; viene poi confermata sempre nella conduzione di questo programma estivo anche nell'estate del 2014, dal 9 giugno, accanto ai tradizionali partner Brumotti e Gabibbo.
Nell'estate 2015 è la presentatrice della sedicesima edizione del Festival Show, il tour di Radio Birikina e Radio Bella & Monella che, dopo sette date nel Nord-est Italia, si è concluso all'Arena di Verona il 9 settembre, con grandi big della musica italiana e internazionale come ospiti. Le serate sono state trasmesse televisivamente dal 19 luglio ogni domenica su Agon Channel e sulla rete locale Antenna Tre Nordest. L'anno successivo viene scelta come madrina del Giro d'Italia 2016. Il 23 giugno 2016 partecipa come giudice a Italian Pro Surfer, talent show sul mondo del surf condotto dalle Donatella su Italia 1. Dalla stagione 2016-2017 affianca Daniele Battaglia e Alan Caligiuri nella conduzione del programma radiofonico 105 Take Away, in onda su Radio 105. Il 5 marzo 2017 conduce assieme a Ezio Greggio la quattordicesima edizione del Monte-Carlo Film Festival de la Comédie, trasmessa da Canale 5 il successivo 12 marzo. Nello stesso anno viene riconfermata nel ruolo di madrina del Giro d'Italia anche per la centesima edizione della manifestazione.
Nella stagione televisiva 2017-2018 conduce su 7 Gold lo storico talk show sul calcio Il processo di Biscardi, affiancata dall'ex collega velina Elena Barolo. Sempre assieme alla Barolo, dal 13 novembre conduce su Radio LatteMiele il programma quotidiano Siamo tutti Mister Bean. Dal 26 agosto 2018 passa a Milan TV, dove conduce Matchday, programma pre- e post-partita del canale tematico dedicato alla squadra di calcio rossonera.

## Vita privata
Dalla relazione con il calciatore Davide Bombardini ha avuto, il 15 luglio 2008, la sua prima figlia, Sofia. Dal 2012 al 2017 è stata legata sentimentalmente al campione di bike trial Vittorio Brumotti, con il quale ha condotto varie edizioni del programma televisivo estivo Paperissima Sprint su Canale 5. Dal 2018 è legata sentimentalmente al nuotatore Filippo Magnini, con il quale si è sposata civilmente il 12 maggio 2021 e il 14 maggio 2022 in chiesa e dal quale ha avuto, il 25 settembre 2020, una seconda figlia, Mia.

## Filmografia

### Cinema
- Vacanze di Natale a Cortina, regia di Neri Parenti - cameo (2011)

### Televisione
- Compagni di scuola – serie TV (2001)
- The King, regia di Nicolò Bongiorno – film TV (2004)
- Ti piace Hitchcock?, regia di Dario Argento – film TV (2005)
- Carabinieri – serie TV, episodio 5x04 (2006)
- Camera Café – serie TV, episodio 4x276 (2008)
- Così fan tutte – serie TV, episodio 1x05 (2009)
- Ultima gara, regia di Raoul Bova e Marco Renda – film TV (2021)

## Programmi televisivi
- Bellissima (Canale 5, 2000) - concorrente
- Miss Mondo 2000 (Channel 5, 2000) - concorrente
- 125 milioni di caz..te (Rai 1, 2001) - valletta
- Buona Domenica (Canale 5, 2001-2002) - valletta
- Veline (Canale 5, 2002) - vincitrice
- Striscia la notizia (Canale 5, 2002-2004) - velina
- Lucignolo - Bellavita (Italia 1, 2004) - inviata
- I raccomandati (Rai 1, 2004) - valletta
- Ma chi sei Mandrake? (Rai 1, 2005) - concorrente
- CD: Live (Rai 2, 2005-2007)
- TRL On Tour (MTV, 2007)
- Buona la prima! (Italia 1, 2008)
- Risollevante Tour (Comedy Central, 2010)
- L'isola dei famosi (Rai 2, 2011) - vincitrice
- Paperissima Sprint (Canale 5, 2011, 2013-2014)
- X Factor on Ice (Sky Uno, 2012)
- Festival Show 2015 (Agon Channel, 2015)
- 14° Monte-Carlo Film Festival de la Comédie (Canale 5, 2017)
- Il processo di Biscardi (7 Gold, 2017-2018)
- Fan Car-aoke (Rai 2, 2018)
- Matchday (Milan TV, 2018-2020)
- Alessandro Borghese - Celebrity Chef, 1 episodio (TV8, 2022) - concorrente
- Nei tuoi panni (Rai 2, 2022-2023) - opinionista
- Un armadio per due (La 5, 2023) - giurata
- Isola Party (Mediaset Infinity, 2023) - conduttrice
- Green is the new black (La 5, 2024) - conduttrice

## Spot pubblicitari
- Cotton Club (2005)
- Fondo Ambiente Italiano (2012-2014)
- Beatrice.b (2014)
- Lotto (2014-2015)
- Nivea (2016-2017, 2019-2021)
- Samsung Electronics (2016)
- Toyota C-HR (2016-2017)
- Netflix (2018)
- Acqua & Sapone (2018-2019, 2023)
- Avon Products (2019-2020)
- Giocodigitale.game (2020-2021)
- Equivalenza (2021)
- Keys (2023)
- Clinic medical beauty (2023)

## Radio
- 105 Take Away (Radio 105, 2016-2017) - Co-conduttrice
- Siamo tutti Mister Bean (Radio LatteMiele, 2017-2018)
- Gli uomini vengono da Marte, le donne da Venere (Radio LatteMiele, 2019)

## Altre attività
Madrina
- Madrina del Giro d'Italia 2016 (2016)
- Madrina del Giro d'Italia 2017 (2017)
- Madrina del Motor Show 2017 (2017)